# Église Saint-Denis d'Hellemmes
L'église Saint-Denis est située dans le quartier d'Hellemmes à Lille. Son clocher est inscrit aux monuments historiques depuis 1929. 
Elle fait partie de la paroisse Sainte-Thérèse de l'Enfant-Jésus du doyenné de Lille. Cette paroisse regroupe les lieux de cultes d'Hellemmes et de Lezennes.
Ce site est desservi par la station de métro Mairie d'Hellemmes.

## Historique
1517 est l'année généralement admise comme étant celle de la construction de la première église d'Hellemmes. Il est possible de faire le rapprochement avec celles de Lezennes, dont le clocher est daté, Flers, Sainghin-en-Mélantois, etc.
Le sondage archéologique, dit de l'annexe Fénelon, effectué en juin et juillet 2001, renseigne quant à l'évolution de cette construction. Cinq états successifs ont pu être dégagés, suivant les différents types de construction :
- Type 1 : représenté par un mur orienté Est-Ouest de 16 cm d'épaisseur sur une longueur de 7 m, au droit du clocher, épaulé par un contrefort rectangulaire de 1 m × 1,25 m. Le type 1 est daté du XIVe à la première moitié du XVe siècle.
- Type 2 : représenté par deux murs à angle droit épaulés par un contrefort oblique. Le mur Est-Ouest de 1,25 m sur 4 m de longueur avec un retour Nord-Sud. L'extension vers l'Est n'a pas pu être déterminée. Le type 2 est daté vers 1551.
- Type 3 : murs dessinant un quadrilatère d'environ 25 m2. L'angle Sud-Ouest est épaulé par un contrefort de 1,50 × 1,50 m. Le type 3 est daté probablement après 1580.
- Type 4 : mur orienté Est-Ouest de 1 m de largeur observé sur 7 m. Le type 4 est daté fin XVIe siècle, première moitié du XVIIe siècle.
- Type 5 : mur orienté Est-Ouest de 0,50 m de largeur sur 6 m de longueur. Ce mur prenait appui sur les fondations d'états antérieurs. Le type 5 est daté de 1705.

Cette première église était placée sous le vocable de Saint-Ghislain. Saint Ghislain, né à Athènes au début du VIIe siècle, mort en 686, avait été désigné par saint Amand, évêque de Maastricht, pour évangéliser le Hainaut. Il fonde le monastère de Celle, près de Mons, en Belgique, qui sera à l'origine de la ville de Saint-Ghislain. Les mamans se plaçaient sous la protection de ce saint qui protégeait des maladies infantiles et de l'épilepsie. Bien que souvent représenté en évêque, rien ne prouve qu'il ait reçu la consécration épiscopale.
Jusque dans les années 1960, le 9 octobre, un culte était rendu à ce saint. Une médaillette ovale en aluminium était distribuée à cette occasion, coutume reprise récemment. L'avers présente le saint de face, en habit épiscopal, en arrière-plan, le monastère de Celle. Le tour porte l'inscription « saint Ghislain priez pour nous ». Au revers, se trouve sur quatre lignes l'inscription « saint Ghislain vénéré à Hellemmes-Lille ».
La nef de cette première église avait probablement une toiture en chaume. Seul le clocher subsiste.
À la date du 11 janvier 1557, Mahieu Manteau, sayetteur à Lille, note : « Il fit un si grand vent, lequel abattit le pont de la porte Saint-Sauveur lequel était un pont de bois, et rua le clocher de l'hospital Gantois, et puis le clocher de l'église d'Hellemmes, et le clocher de Singhin Mélantois, et la justice de la porte des Malades, et plusieurs granges et beaucoup de maisons. »
Dans la nuit du 9 août 1580, les hurlus, qui harcèlent les faubourgs de Lille, incendient la plupart des immeubles du village.
Ces deux événements semblent remettre en question la véritable date de construction du clocher, encore une partie aurait-elle pu être réutilisée.
Ce n'est qu'à partir de 1585 que le bâtiment commence à être réaménagé. En 1600, maître Nicolas Vilain célèbre la première messe dans l'église à peine réparée.
Le chœur était orné (en 1601) d'une verrière comportant les armes de plusieurs membres de la famille de Le FLye, seigneurs d'Ennequin.
Dans le cadre de l'œuvre anticléricale de la Révolution, l'église Saint-Ghislain est vendue par adjudication le 26 août 1799 au citoyen Dassonville de Lille pour un montant de 184 000 francs. L'acheteur put également acquérir les églises de Aubencheul-au-Bac, Hélesmes, Monceau-Saint-Vaast, Raucourt et Rumegies. Contrairement aux conditions de vente, ces églises ne furent pas détruites.
En 1800, celle d'Hellemmes est rachetée par messieurs Delmer, fermier à Fives, et Monnet, fermier à Hellemmes, pour 30 000 francs chacun. En cela, ils auraient été aidés par le chapitre de Tournai pour rendre le bâtiment au culte.
Une première cloche baptisée Marie Louise est installée dans le clocher en 1812. Le parrain en est Jean Baptiste Corsin, ancien maire, et la marraine Marie Louise Condé.
Quinze ans plus tard, Hellemmes ayant souffert des guerres napoléoniennes se voit attribuer deux nouvelles cloches, à la suite de la réparation du clocher (en 1824) :
- Marie Catherine, parrain Pierre François Joseph Salembier, maire de Mons-en-Barœul, marraine, Marie Christine Meurisse, fermière à Mons-en-Barœul.
- Émilie Pauline, parrain Isidore Ducatillon, ancien maire, marraine Émilie Pauline Joseph Bigot, propriétaire à Lille, épouse de Philippe Joseph Brianciaux. Elle est présidente de la Société de charité maternelle et présidente des salles d’asile de Lille.

En 1848, lorsque Pierre Vanacker arrive à la cure de Saint-Denis, l’église tombe presque en ruines. Il financera presque totalement les réparations sur ses propres fonds, en dépit de tous les petits différends qu’il aura avec la municipalité, représentée par son maire, Jean Baptiste Ghesquières. Ainsi, il aura de vives remontrances pour avoir changé un châssis de l’église sans autorisation préalable, mais après les travaux terminés ; le supplément de traitement qu’il recevait, soit 100 francs par an, lui sera supprimé de 1881 à 1883.
En 1867, le cimetière autour de l'église est supprimé et transféré à la sortie du village au bord de la route de Tournai (N 41).
À partir de 1872, l'église est reconstruite dans une nouvelle disposition par l'Architecte Charles Leroy. La porte d'entrée se trouve désormais sur le pavé de l'église, le clocher qui a été conservé est séparé de la nef à gauche du chœur. Sur une des faces du clocher on voit encore aujourd'hui les traces de la toiture de l'ancienne nef.
Le 12 février 1903, à 2 heures du matin, lors d’une tentative de cambriolage un incendie se déclare dans la sacristie qui est complètement détruite avec tout ce qu’elle contient dont 155 années d'archives. Le montant de l’assurance, soit 5 835,73 francs, permet une remise en état du local, la commune ayant accepté de couvrir les frais de l’architecte Théophile-Albert Hannotin, de Lille.
Pendant la Première Guerre mondiale, les Allemands réquisitionnent les métaux non ferreux : le 1er mars 1917, entre 7 et 14 heures, les tuyaux de l'orgue sont arrachés, les cloches jetées en bas du clocher.
Grâce à la générosité des paroissiens, trois nouvelles cloches sont baptisées le 6 août 1922 à 15 heures.
- La « Cloche de la Paroisse » baptisée Denis Ghislaine Marie Louise François Georgette porte, entre autres, l'inscription « Dieu veuille bénir tous les paroissiens de Saint-Denis dans leurs affaires temporelles et spirituelles ». Elle sonne le fa et pèse 1050 kg.
- La « Cloche de France » baptisée Jeanne Marguerite Marie Georges Auguste Pauline Léon François Pierre et Paul Marie Anna porte l'inscription « Je sonne la France… et j'invite à prier Dieu pour qu'il daigne accorder la Paix dans l'Union Sacrée. Plaise à Dieu que ma voix se fasse entendre longtemps et que mes appels soient entendus ! ». Elle sonne le sol et pèse 730 kg.
- La « Cloche du Travail » baptisée Marie Joséphine Cécile Blanche Léon Charlemagne Paul Julien Georges, porte l'inscription « J'invite tous les travailleurs à se ranger sous l'étendard de Notre Seigneur Jésus-Christ. Fasse Dieu que les patrons et les ouvriers s'unissent dans la justice et la charité ! ». Elle sonne le la et pèse 520 kg.

En janvier 1975, le bras d’une des statues du fronton de l’église se détache. Par mesure de sécurité, les autres ornements sont démontés par les pompiers, soit une croix et six statues (2,5 mètres de haut, 300 kg de pierre de Lezennes) parmi lesquelles on reconnaît une Vierge, un saint Denis, un saint Joseph, un saint Ghislain, les autres n’étant plus identifiables.

## Description
L'église est composée de deux parties :
- Un clocher daté du XVe siècle, inscrit à l'inventaire des Monuments Historiques en 1929.
- Des nefs néogothiques, construites de 1871 à 1879 par Charles Leroy, l'architecte de la cathédrale Notre-Dame de la Treille, et des églises voisines de Notre-Dame de Fives ainsi que de Saint-Maurice des Champs.

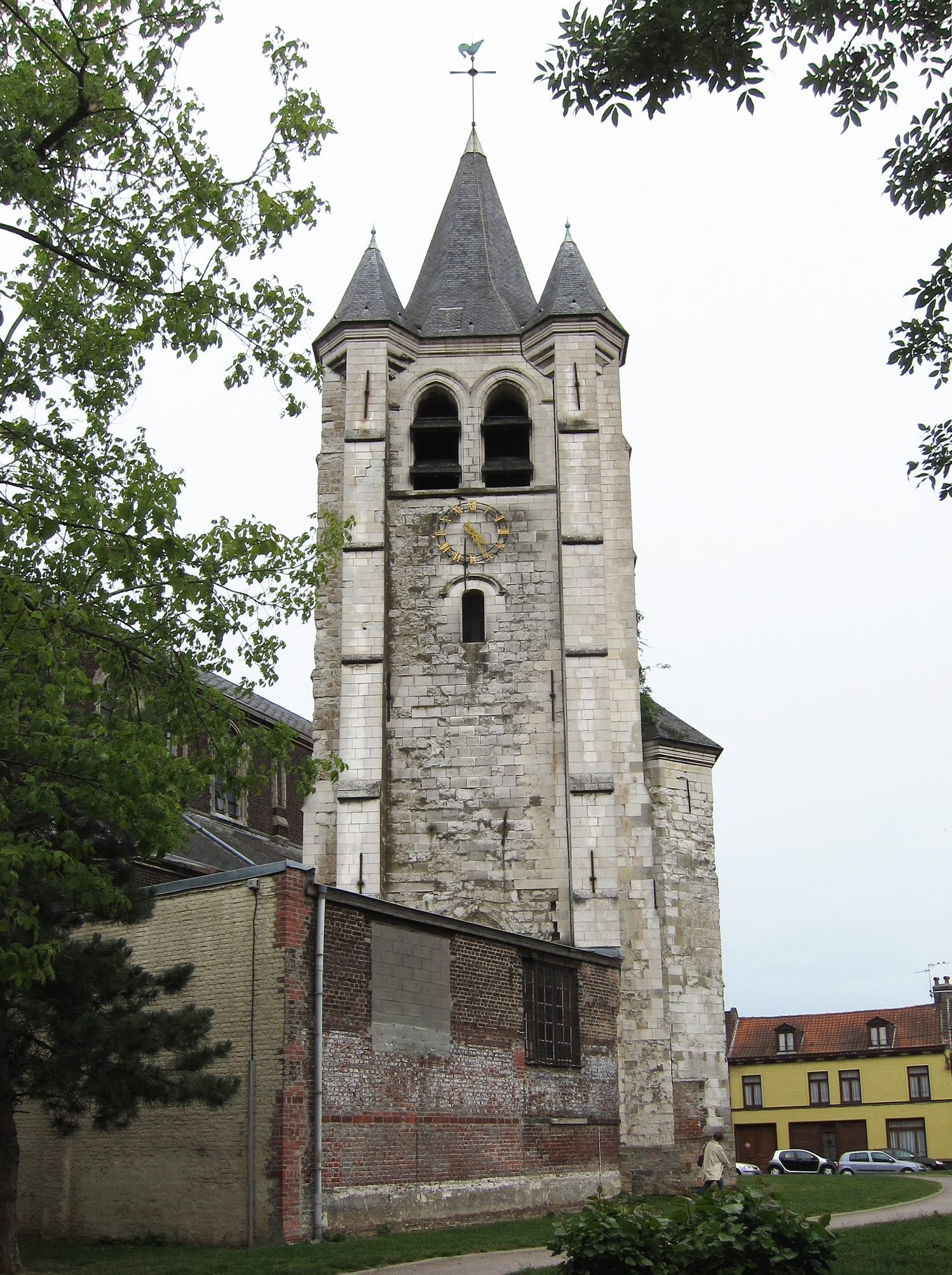
Le clocher

Le clocher, de plan quadrangulaire, mesure 4,19 m sur 3,68 m pour une hauteur à la corniche de 21,30 m. Émile Théodore, conservateur général des musées du palais des Beaux-Arts, en propose la description suivante dans le rapport présenté lors de la demande de classement en date du 18 novembre 1922 :
« La tour de l'ancienne église d'Hellemmes est un des meilleurs spécimens de ces tours caractéristiques des églises de la Flandre Wallonne, élevées dans la deuxième moitié du XVe siècle et dans le commencement du XVIe siècle comme on le voit à Lille (église Sainte-Catherine), à Flers, à Sainghin en Mélantois et à Ronchin (Nord).
Cette tour, de plan carré, construite entièrement en pierre blanche, d'un très bel appareil, est flanquée de deux massifs contreforts à chacun de ses angles. Placé autrefois à l'entrée de l'ancienne église, un portail carré surmonté d'un bel et grand arc brisé mouluré s'ouvre au bas de cette construction sous lequel est ménagé le passage principal de l'ancienne église dans l'axe de la nef de cette dernière. À la partie supérieure, sur chacune de ses faces, sont percées deux grandes baies en arc brisé, d'un bon tracé, garnies d’abat-son et que surmontent les archivoltes moulurées. À la hauteur de la plate-forme, d'où s'élance une flèche pyramidale en charpente ardoisée, règne un triple cordon de larges moulures, suivant un dispositif que l'on rencontre dans les beffrois du Nord de la France ; les angles de cette plate-forme sont agrémentés d'échauguettes posées sur les contreforts, leurs culs de lampe offrent au milieu des moulures des bandeaux de feuillages stylisés dans le goût du style gothique flamboyant. Des toitures pyramidales en charpente ardoisée recouvrant ces encorbellements. Sur l'un des côtés de la tour, une tourelle à pans coupés contient un escalier donnant accès aux deux étages inférieurs constitués chacun par un plancher de charpente.
Au-dessus du second étage est disposée la charpente du beffroi des cloches dont les poteaux corniers reposent sur les corbeaux se détachant des parements des murs intérieurs. L'ensemble de cette tour, dont la sobre et sage décoration est fournie par les lignes d'ombre et de lumière des moulures et où la sculpture n'intervient très discrètement que dans les frises de feuillages, des culs de lampe, des encorbellements, des parties hautes, pour rompre parfois la monotonie des moulures, donne l'impression d'une masse solide tout en conservant une silhouette élégante. »
À noter que la tourelle abritant l'escalier en colimaçon menant aux étages supérieurs est postérieure à l'érection du reste du clocher : les moellons ne sont pas liés à ceux de la tour.
De plus, le plancher du premier étage est situé à un niveau inférieur à celui d'origine, alors que celui du second étage est inférieur.

## Mobilier

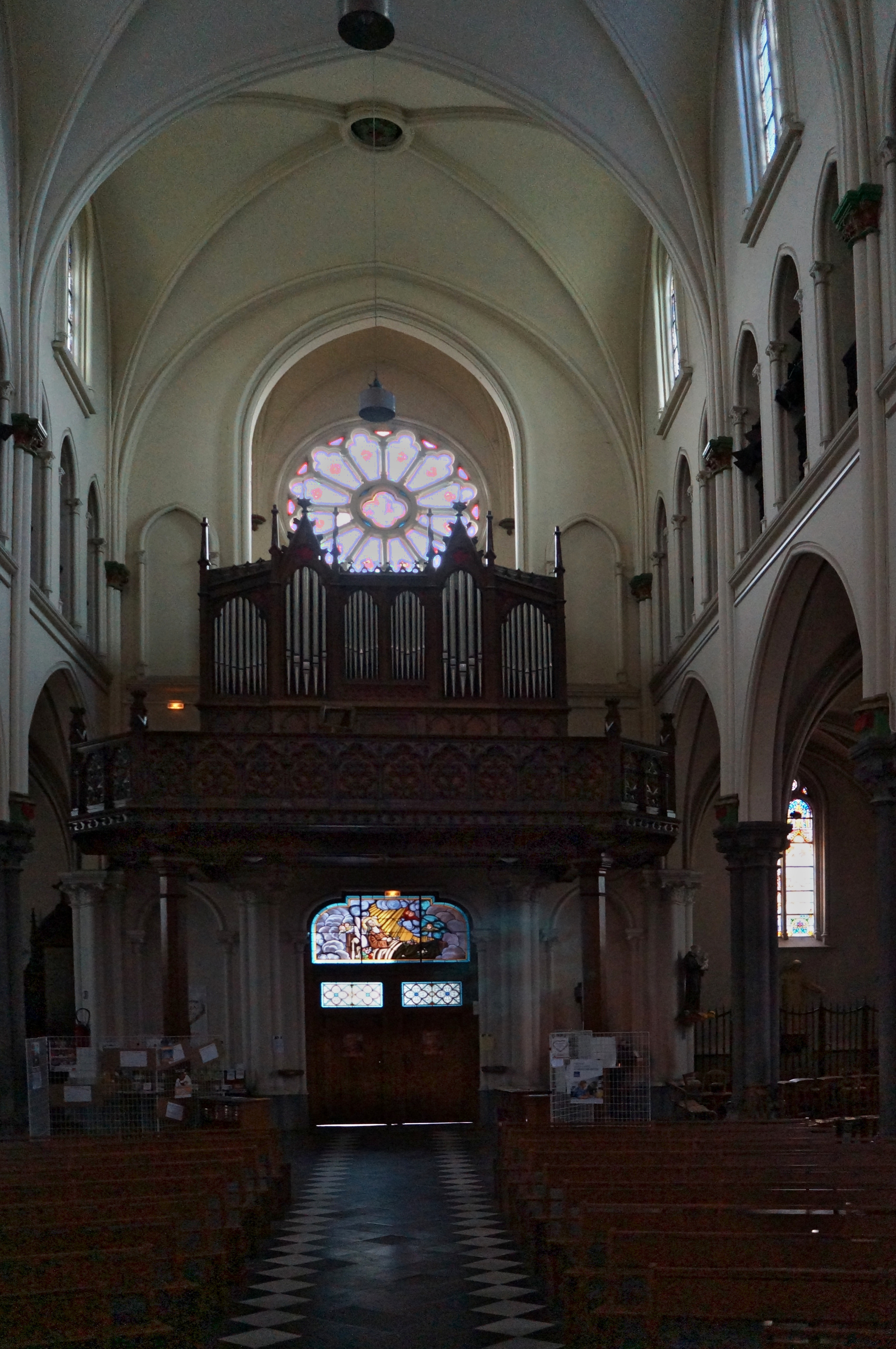
L'orgue de tribune classé

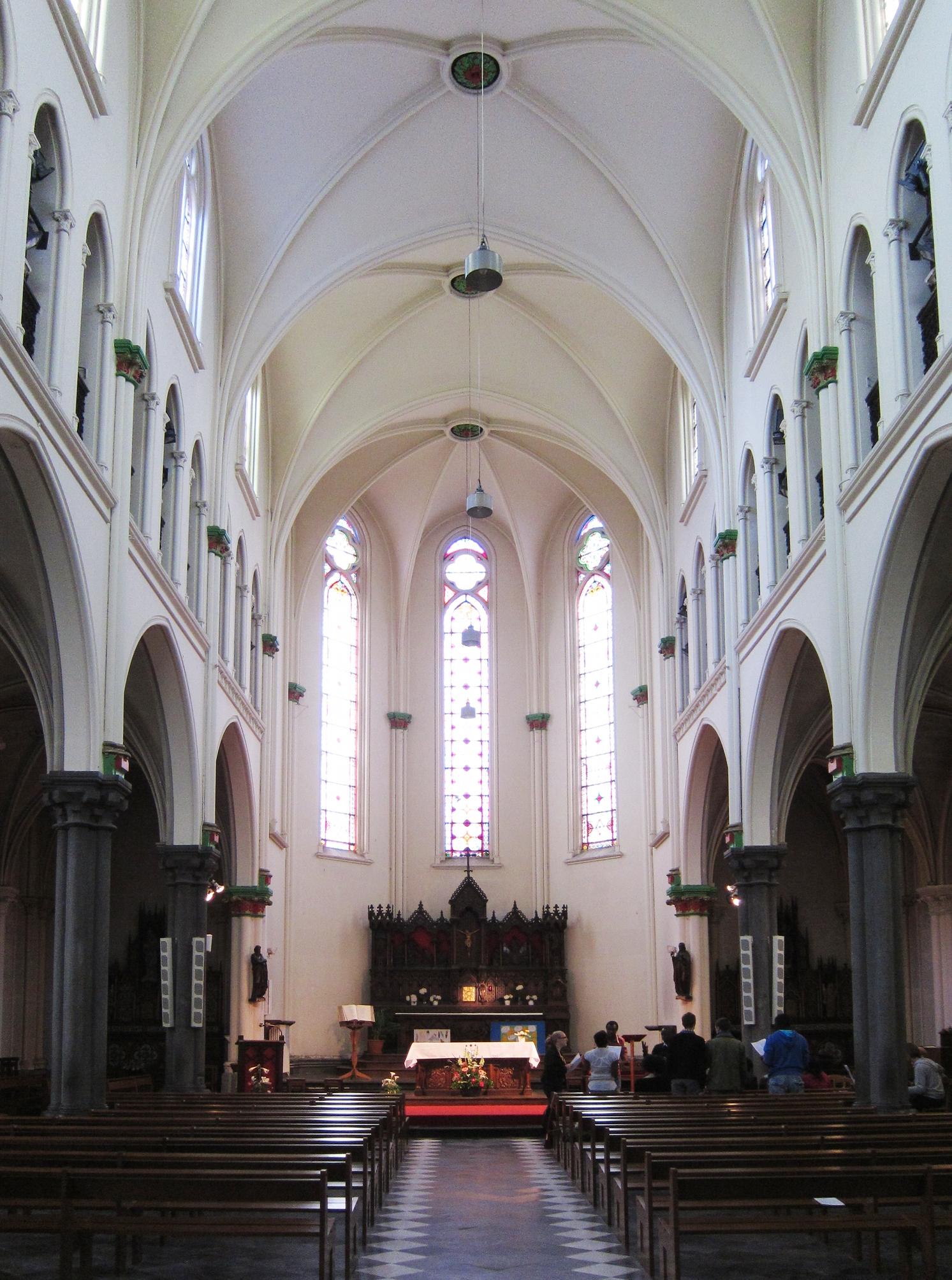
La nef de l'église

L'église renferme un retable en bois de la fin du XIXe siècle qui illustre les scènes de la Passion du Christ.
L'orgue portant la signature des frères Damiens, facteurs d'orgues à Gaillon (Eure), dans les sommiers de l'instrument, a été construit en deux fois : en 1875 pour sa partie centrale et en 1877 pour l'adjonction des cinq jeux de pédales, époque à laquelle les claviers, qui sortaient de l'instrument, sont installés dans un meuble séparé afin que l'organiste soit face à l'autel. Depuis lors, les principales dates qui marquent son histoire sont les suivantes :
- En 1922, Joseph Hentges, maire d'Hellemmes, fait appel à Jean Talon, facteur d'orgues à Lambres-lez-Douai qui remplace les tuyaux en zinc pour une somme de 3 500 francs prise sur les dommages de guerre (ceux d'origine étaient en étain, mais ont été enlevés par les Allemands en 1917, abîmant du même coup le sommier de l'instrument). Une avance de 3 000 francs avait été accordée l'année précédente à la municipalité par le service des dommages de guerre.
- En 1936, l'air est produit par un moteur financé par une souscription paroissiale de 7 000 francs. Il semblerait que les travaux (la réparation s'élève à 7 400,00 francs) aient été effectués par la maison Sequies.
- En 1975, l'orgue rend l'âme. Le 5 avril, la commission diocésaine des orgues de Lille, représentée par Philippe Lefebvre, en fait une expertise à la suite de la demande de l'abbé Dequae. Le curé est invité à lancer un appel d'offres. Le 16 juin, un projet de restauration en quatre tranches établi par M. Loridan est soumis à la commission des orgues. Le 26 septembre, cette commission retient le projet de relevage de l'instrument et le projet d'alimentation, le tout pour un montant de 22 500,00 francs. La paroisse opte pour un orgue électronique.
- En 1985, l'orgue, en ruine, est peu à peu remis en service. M. Pascal, facteur d'orgues à Lille, restaure les cinq jeux du grand orgue. Claude Grard refait l'installation électrique.
- En 1986, remise en fonctionnement des cinq jeux du récit. Réfection et protection supérieure de l'orgue par la société Gommenne Frères d'Hellemmes.
- En 1988, remise en état de fonctionnement du pédalier en tirasse.
- En 1989, remise en fonctionnement des six derniers jeux du grand orgue.
- En 1990, remise en fonctionnement des cinq jeux du pédalier.
- Le 21 novembre 1990, l'orgue est classé parmi les monuments historiques[5]. La paroisse est arrivée au bout de la part de la restauration qu'elle s'était fixée pour un coût total de 120 866,66 francs.
- En 1996, l'entreprise Michel Garnier, d'Acquin-Westbécourt (Pas-de-Calais) est désignée pour continuer la restauration pour un montant de 908 522,00 francs. L'ordre de service est établi le 1er février 1998 pour un délai d'exécution de dix-huit mois. M. Garnier cesse ses activités en raison d'un dépôt de bilan. Jean-Pascal Villard, facteur d'orgue à Thénezay (Saône-et-Loire), est désigné par l'État pour achever la restauration. Le coût de la restauration totale, pour la commune, s'élève ainsi à 1 208 522,00 francs.
- En septembre 2017, l'orgue est détruite des suites d'un incendie d'origine criminelle.

### Composition du Grand Orgue
| Bourdon             | 16                   | Bourdon                 | 8       |
| Flûte               | 8                    | Montre                  | 8       |
| Viole de gambe      | 8                    | Prestant                | 4       |
| Doublette           | 2                    | Plein-jeu               | 3 rangs |
| Clairon             | 4                    | Trompette               | 8       |
| Bombarde            | 16                   |                         |         |
| Pédale              | 25 notes             |                         |         |
| Bourdon             | 16                   | Flûte                   | 8       |
| Clairon             | 4                    | Trompette               | 8       |
| Bombarde            | 16                   |                         |         |
| Récit               | 42 notes             |                         |         |
| Bourdon             | 8                    | Salicional              | 8       |
| Flûte harmonique    | 4                    | Flageolet               | 2       |
| Voix céleste        |                      | Voix humaine            | 8       |
| Cor anglais         | 8                    | Hautbois                | 8       |
| Accouplements       | (Effets accessoires) |                         |         |
| Tirasse Grand Orgue |                      | Tirasse Récit           |         |
| Appel Grands Jeux   |                      | Suppression Grands Jeux |         |
| Accouplements I/II  |                      | Trémolo                 |         |

(Le chiffre donne, en pieds, la hauteur du plus grand tuyau du jeu.)
Les tuyaux sont en bois pour certaines basses (bourdon 16) ou en étain comme la majorité des tuyaux. Certains ont une forme conique, les jeux d'anches qui s'accordent par des rasettes. Il y a deux claviers manuels et un de pédale ; c'est ainsi que le Grand Orgue a 678 tuyaux, le récit 336 et la pédale 135. C'est un total de 1149 tuyaux que l'organiste peut commander à partir de la console. En 2000, M. Vilard, facteur d'orgues, est chargé d'une nouvelle restauration.
L'inauguration des orgues enfin remises en état a lieu le 7 décembre 2001. Un concert est donné par Philippe Lefebvre, directeur du conservoire national de la région, titulaire des orgues de Notre-Dame de Paris.